# Ассамцы
Ассамцы, ассамийа, ахомийа - Ассамский народ представляет собой социально-этнолингвистическую идентичность, которую в разное время описывали как националистическую или микронационалистическую.  Эта группа часто ассоциируется с ассамским языком, хотя использование этого термина предшествует названию языка.  Он также использовался ретроспективно для жителей Ассама до того, как вошел в употребление термин «ассамский».  Они представляют собой физически разнообразную группу, образовавшуюся после столетий ассимиляции австроазиатского, тибето-бирманского, индоарийского и тайского населения.

## Социальные и семейные отношения
Основная масса Ассамцев живет в деревнях, преобладают усадьбы. Каркас дома сделан из бамбука, крыша из травы. Также в деревнях сохраняются неразделённые семьи, в которых женатые сыновья ведут общее хозяйство с родителями.

## Хозяйственная деятельность и бытовые традиции
Основным занятием ассамцев можно назвать пашенное земледелие. Также, ассамцы всемирно известны благодаря своему ассамскому чаю. Главная пища — рис, мясо коз, рыба, овощи. Развито скотоводство.
Почти нет деления на касты, свойственного почти всем индуистам.